# Manota subdentata
Manota subdentata är en tvåvingeart som beskrevs av Heikki Hippa 2007. Manota subdentata ingår i släktet Manota och familjen svampmyggor. Inga underarter finns listade i Catalogue of Life.